# Danny Jones
Pour les articles homonymes, voir Jones.
 (août 2024).
Si vous disposez d'ouvrages ou d'articles de référence ou si vous connaissez des sites web de qualité traitant du thème abordé ici, merci de compléter l'article en donnant les références utiles à sa vérifiabilité et en les liant à la section « Notes et références ».
Daniel Alan David Jones, plus connu sous le nom de Danny Jones (né le 12 mars 1986 à Bolton) est l'un des chanteurs et guitaristes du groupe britannique McFly, dont les autres membres sont Tom Fletcher, Dougie Poynter et Harry Judd.

## Biographie

### Ses débuts
Jones a grandi à Bolton avec sa mère Kathy, son père Alan et sa sœur Vicky, de deux ans son aînée. Durant son adolescence, il a suivi des cours au Thornleigh Salesian College aux côtés de sa sœur. À cause de ses influences uniques et de ses goûts vestimentaires particuliers, il a souffert des moqueries des autres élèves durant ces années (il a d'ailleurs écrit plus tard la chanson Not Alone, sur le premier album de McFly, à propos de cette épreuve).
Sa plus ancienne approche de la célébrité remonte à ses débuts dans le groupe Y2K, durant son adolescence, qu'il avait formé avec sa sœur Vicky. Ils ont fait une apparition dans le tremplin "Step to The Stars" sur la CBBC en 2000, où ils ont chanté une reprise de Thank U d'Alanis Morissette. Ils allèrent jusqu'à la finale, et finirent à la seconde place. Peu après ses 15 ans, Jones a participé à deux compétitions qu'il a toutes deux remportées : une compétition de karaoké où il a chanté un morceau d'Oasis, puis une compétition de composition un an plus tard (on peut trouver sur Internet ce morceau, Silence In The City, qu'il a composé avec sa mère à la suite des attentats du 11 septembre 2001). Jones affirme aussi avoir passé beaucoup du temps des années suivantes à jouer dans des bars ou dans des clubs pour gagner de l'argent — cette décision était approuvée par ses parents.

### McFly

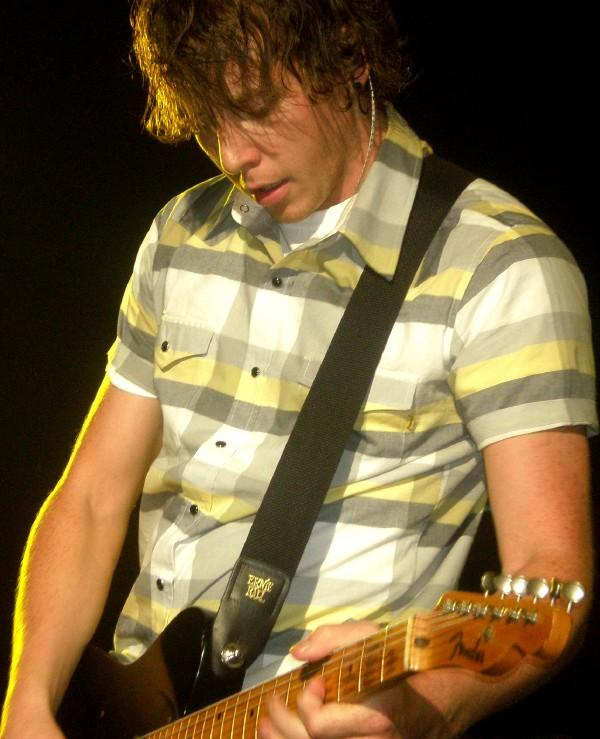

Le groupe McFly a connu le succès en 2004, en partie grâce à sa collaboration avec le groupe Busted qui l'a aidé à se lancer en lui permettant de faire la première partie de sa tournée, A Present For Everyone. Jones a rencontré Tom Fletcher, guitariste et chanteur de McFly, alors qu'il auditionnait pour le groupe V (qu'il avait pensé être un groupe d'un style plus Busted-ien). Tom Fletcher, qui filmait des auditions pour Island Records, a plus tard approché Jones. En parlant, ils ont découvert qu'ils avaient des goûts et intérêts communs, c'est ainsi que Fletcher a proposé à Jones de composer avec lui et James Bourne (à l'époque membre de Busted). Après avoir fini de composer les chansons destinées à Busted, ils ont tous deux commencé à composer pour leur groupe — sans nom à l'époque — finissant par déménager, temporairement, dans une chambre de l'Intercontinental à Londres. Harry Judd, batteur, et Dougie Poynter, bassiste, ont ensuite été recrutés grâce à une annonce publiée dans le magazine NME.
Danny Jones a participé à l'écriture des quatre albums du groupe, ainsi que les autres membres du groupe. Il a aussi écrit seul trois chansons de ces albums (Not Alone, dans Room on the 3rd Floor, Don't Know Why avec sa sœur Vicky dans Wonderland, et Walk In The Sun dans Motion in the Ocean). Dans la plupart des morceaux de McFly, Jones joue la guitare principale, tandis que Tom Fletcher joue la guitare rythmique. Certains de ses solos notables peuvent être écoutés dans les morceaux That Girl et Transylvania. Il est gaucher, mais joue de la guitare à la manière d'un droitier.
McFly a sorti son quatrième album, Radio:ACTIVE, le 22 septembre 2008 ; le groupe est en tournée durant les mois de novembre et décembre.

### Vie privée
Jones vit dans un appartement londonien situé au dernier étage d'un immeuble de deux étages, tandis que Poynter, bassiste du groupe, réside au rez-de-chaussée. Le studio personnel du groupe est situé au premier étage de ce même bâtiment. Les deux autres membres du groupe vivent dans le même lotissement fermé, connu sous le nom de "McFly Village". En 2007, il a également fait l'acquisition d'un chiot beagle qu'il a appelé Bruce, en l'honneur de son idole Bruce Springsteen.
Jones a deux tatouages : un grand qui recouvre son mollet droit, en l'honneur de la musique, composé des notes et paroles complètes de la chanson If I Should Fall Behind de Bruce Springsteen, ainsi qu'une étoile et une partie d'une guitare ; ainsi que les mots "Good Ef" sur le haut de son pied (il signifie "Good Effort", en français "Bel effort" ; les autres membres du groupe ont un tatouage du même genre).

## Apparitions cinématographiques et télévisuelles
McFly apparait dans de nombreuses émissions télévisées, aussi bien jeux télévisés qu'émissions musicales, surtout en période de promotion. En 2005, ils ont fait une apparition en tant que guest-star dans la série britannique Casualty, ainsi qu'en 2007 dans la série Doctor Who. En 2009, ils ont fait une apparition dans la série britannique Hollyoaks Ils ont aussi récemment participé aux émissions Ghosthunting with..., une émission où les invités doivent affronter leur peur dans des sites prétendument hantés, et The F Word de Gordon Ramsay, une émission culinaire.
Avec McFly, il a également participé à de nombreux évènements musicaux, comme T4 On The Beach, le 20 juillet 2008, ou encore le Nickelodeon UK Kids Choice Awards. Le groupe a aussi participé à la comédie Lucky Girl, aux côtés de Lindsay Lohan et Chris Pine.
Jones a participé en 2008 à l'évènement caritatif Soccer Aid, un match de football visant à récolter des fonds au profit de l'UNICEF. Il a joué les 90 minutes complètes, mais a perdu le titre d'homme du match au profit de Craig David, même si beaucoup de gens ont déclaré qu'il aurait dû l'obtenir.
En janvier 2010, il est en train de participer à l'émission Popstar to operastar, il fait partie des 6 candidats retenus.

## Autres
Danny Jones, bien qu'il soit membre de McFly, a aussi réalisé des chansons seul ou avec son ami américain George Karalexis :
- Silence Of The City
- You Should Know By Now
- Forget All You Know
- Look At The Sky

## Awards
2004
- Smash Hits Awards - Most Fanciable Male

2005
- Smash Hits Awards - Most Snoggable Male